# Рустемов, Александр Кожанович
Александр Кожанович Рустемов (род. 6 июля 1973, Мурманск) — российский шахматист, гроссмейстер (1998) и тренер.

## Шахматная карьера
Начал заниматься шахматами в 5 лет.
Звание гроссмейстера получил в 1998 году.
Двукратный чемпион Москвы 1995 и 1997 гг.
В блиц-турнире, посвященном 50-летию победы в Великой Отечественной войне (1995 г.), Александр обыграл Гарри Каспарова.
Победитель международных турниров  ПоляницаЗдруйопен (Польша,1997 г.), Памплонаопен (Испания,1998 г.)  и Свидница (Польша,1999 г.).
Александр Рустемов — серебряный призёр чемпионата России 2000 года.
Участвовал в чемпионате мира ФИДЕ 2000 года в Нью-Дели.
Победитель  Мемориала НарциссоЭпеса (Лорка, Испания 2000 и 2001 гг.), турниров в Дос-Эрманасе (Испания, 2002 г., нокаут-система) и Ла Рода  (Испания, 2003г.)
Александр Рустемов – один из победителей турнира Politiken Cup в Копенгагене (2001 г.). Его рекордный рейтинг достигал отметки 2625. В течение 6 лет входил по рейтингу в мировую сотню.
Одержал победу 8,5/9  в международном турнире на Корсике GHjustra 2002 г.  Bastia (Франция).
В 2003 году Александр выиграл престижный турнир в Дос-Эрманасе, со средним рейтингом 2625. За победу также боролись Алексей Широв, Александр Халифман, Алексей Дреев, Вальехо Понс, юный Сергей Карякин и Сергей Тивяков.
Победитель блицтурнира для участников Бундеслиги с результатом 13 из 15 (Германия, 2007г.)
Александр Рустемов одним из первых стал популяризировать игру в Интернете. Некоторое время имел рекордный рейтинг на сервере, который был побит Хикару Накамурой. Сыграл матч из 137 партий против Люка ван Вели, закончившийся победой голландского гроссмейстера с минимальным преимуществом.
Регулярно выступал на командных чемпионатах России. Являлся серебряным (2001 и 2002 гг.) и бронзовым (2003 г.) призёром  в составе команды «Норильский никель», серебряным призёром (2004 г.) в составе команды «Макс Вен» (Екатеринбург).   Гроссмейстер стал победителем Кубка Европейских клубов 2001 г в составе команды «Норильский никель».
На протяжении 13 лет выступал за команду Ваттеншайд в немецкой Бундеслиге.

### Тренерская работа
В 1999 г. тренировал сборную Македонии на чемпионате Европы в Батуми (Грузия).
С 1998 по 2008 являлся секундантом  одного из лучших шахматистов мира Александра Морозевича.
Капитан  женской сборной России на олимпиаде в Турине 2006 г., команда завоевала серебряные медали. Также в 2005-2006 гг. тренировал будущую чемпионку мира Александру Костенюк .
В настоящее время Александр Рустемов  тренирует молодежь Беларуси.

## Изменения рейтинга
| Графики недоступны из-за технических проблем. См. информацию на Фабрикаторе и на mediawiki.org. |